# 阿克倫 (內布拉斯加州)
阿克倫（英語：Akron）是位於美國內布拉斯加州布恩縣的非建制地區。

## 歷史
阿克倫的郵局於1881年設立，其後於1905年停運。

## 地理
阿克倫所處的海拔為高於海平面637米（即2090英呎），而該地所採用的時區為UTC-6，即北美中部时区（CST）。同時該地設有夏令時間，為UTC-6調快一小時，即UTC-5（CDT）。